# Cole Sand
Cole Sand (California, 24 de mayo de 2003) es un actor estadounidense. Sand interpreta a Nelson en la serie de Disney Channel Austin y Ally y a Jensen en la comedia dramática de NBC Parenthood. También se lo conoce por su papel de Eli Pepperjack en la saga Tales of Arcadia, en las series Trollhunters y 3Below.

## Filmografía

### Televisión
| Año         | Película              | Papel                 | Notas                                                               |
| ----------- | --------------------- | --------------------- | ------------------------------------------------------------------- |
| 2008        | Decent People         |                       | Corto                                                               |
| 2009        | Able                  | Alex                  | Corto                                                               |
| 2009        | Parks and Recreation  | Chico en el Zoológico | Pawnee Zoo                                                          |
| 2009        | Hospital general      | Niño de seis años     | Episodio #1.11899                                                   |
| 2010        | The event             | Hijo de Vicky Adam    | Temporada 1, episodio 4 "A Matter of Life and Death"                |
| 2010        | The Whole Truth       | Alex Herrera          | Temporada 4, episodio 5 "Open House of Horrors"                     |
| 2010 - 2011 | Parenthood            | Jensen                | 7 episodios                                                         |
| 2010        | Santa's Apprentice    | Nicholas Barnsworth   | EE.UU. versión inglesa                                              |
| 2011 - 2013 | Austin y Aliado       | Nelson                |                                                                     |
| 2011        | Mike & Molly          | Satchel               | Temporada 2, episodio 11 "Christmas break"                          |
| 2011        | The Measure of a Man  | Danny                 |                                                                     |
| 2012        | Modern Family         | Truco o Treater Brown | Casa abierta de Horrores                                            |
| 2012        | American Horror Story | Hijo                  | Temporada 2, episodio 8 "Unholy night"                              |
| 2012        | NCIS                  | Joven Luca Sciuto     |                                                                     |
| 2013        | Childrens Hospital    | Dylan                 | Temporada 5, episodio 6 "The Gang Gets Sushi and Imaginary Friends" |
| 2013        | Brick Madness         | El Fitz               |                                                                     |
| 2013        | Hart De Dixie         | Pequeño Harley        |                                                                     |
| 2013        | Maestros de Sexo      | Henry Johnson         |                                                                     |
| 2013        | Defending Santa       | Alex                  |                                                                     |
| 2014        | Bukowski              | David                 |                                                                     |
| 2014        | Sam & Cat             | Lucas                 | Estrella invitada, Lumpatious                                       |
| 2016–2018   | Trollhunters          | Eli Pepperjack (voz)  | 15 episodios; primera serie de la trilogía Tales of Arcadia         |
| 2017        | Drunk History         | Archie Roosevelt      | Episode: "Drunk History Christmas Special"                          |
| 2018-2019   | 3Below                | Eli Pepperjack (voz)  | Segunda serie de Tales of Arcadia                                   |